# هيو دوفي
هيو دوفي (بالإنجليزية: Hugh Duffy)‏ هو لاعب كرة قاعدة أمريكي، ولد في 26 نوفمبر 1866 في كرانستون في الولايات المتحدة، وتوفي في 19 أكتوبر 1954 في بوسطن في الولايات المتحدة.

## وصلات خارجية
- هيو دوفي على موقعبيزبول رفرنس.كوم (الدوري الرئيسي) (الإنجليزية)
- هيو دوفي على موقعبيزبول رفرنس.كوم (الدوري الثانوي) (الإنجليزية)
- هيو دوفي على موقع مشجعي الرسوم البيانية (الإنجليزية)
- هيو دوفي على موقع قاعة مشاهير كرة القاعدة (الإنجليزية)